# Еарендил
Еарендил је лик из дела „Силмарилион“ Џ. Р. Р. Толкина. Он је био највећи морепловац у историји Арде. Његови синови били су Елронд и Елрос. Еарендил је допловио до Неумирућих Земаља и затражио помоћ од Валара у рату против Моргота. Потом је у свом броду послат у небеске океане.

## Биографија лика
Еарендилови родитељи су били Човек Туор, потомак једне од три куће Едаина, и Вилењакиња Идрила, ћерка Тургона, Узвишеног краља Нолдора. То је било друго од три спајања Вилењака и Људи, а Еарендил је сматран Полувилењаком. Рођен је у пролеће 503. године првог раздобља у скривеном краљевству Гондолину, којим је владао његов деда Тургон. Еарендилово вилењачко порекло огледало се у лепоти и мудрости, а људско у снази и одважности. Још одмалена је жудео за морем, иако га никада није видео, јер је Гондолин био окружен планинама.
Маиглин, сестрић краља Тургона, је био заљубљен у Еарендилову мајку Идрилу. Он је Мрачном господару Морготу одао тајни положај Гондолина, у замену за њу кад све буде уништено. Када су Морготове армије опколиле град, Маиглин је заробио Идрилу и, тада још малог, Еарендила. Ипак, спасао их је Туор. Он је заједно са Идрилом предводио народ Гондолина који је успео да се спасе. Склонили су се код ушћа реке Сирион, где је Еарендил одрастао.
Код ушћа Сириона је такође нашао уточиште народ палог краљевства Доријата. Међу њима је била Елвинга, потомак Берена и Лутијене, првог пара Људи и Вилењака. Она је са собом носила драгуљ Силмарил који је Берен извадио из Морготове круне. Елвинга и Еарендил су се, после неколико година, венчали и добили близанце, Елронда и Елроса. Како су Идрила и Тургон заувек отпловили на запад, Еарендил је постао господар народа који је живео крај Сирионовог ушћа.
Еарендил је убрзо склопио пријатељство са Кирданом Бродоградитељем, који је живео на острву Балар. Кирдан му је саградио брод Вингилот, Пенушави Цвет. На њему је Еарендил непрестано пловио око обала Средње земље. Са њим су ишли тројица слугу: Фалатар, Ерелонт и Аирандир. Еарендилова намера је била да пронађе обале Валинора, земље Валара, и замоли их за помоћ у рату против Моргота. Стизао је до далеких места и доживљавао многобројне авантуре на својим пловидбама. Елвингу није водио са собом, и она је туговала због тога.
Приликом једног од Еарендилових путовања, синови Феанора, творца Силмарила, су решили да нападну ушће Сириона и поврате драгуљ који им припада. Убили су многе Вилењаке и заробили Елронда и Елроса, али Силмарил нису нашли, јер се Елвинга са њим бацила у море. Међутим, Вала Улмо, господар свих вода, се сажалио на њу и претворио је у птицу са драгуљем на грудима. У том обличију, Елвинга је долетела до брода свога мужа. Следећег јутра је повратила свој прави лик и испричала Еарендилу за напад Феанорових синова. Очајан, Еарендил више није видео разлог за повратак у Средњу земљу, те је окренуо брод и поново покушао да пронађе обале Валинора. Овога пута је са собом имао Силмарил. Моћ драгуља је пробила магијску заштиту Неумирућих Земаља и брод је упловио у залив Елдамар.
Еарендил је, плашећи се гнева Валара, забранио жени и морнарима да пођу са њим. Сам је почео да претражује унутрашњост земље, али није нашао никога. Сви Вилењаци су били отишли у Валмар, главни град Валинора, на гозбу коју су организовали Валари. У тренутку када је хтео да се врати на брод, Еарендилу је дошао Еонве, гласник Валара и одвео га пред престоле Сила Арде. Ту је Еарендил Валарима пренео поруку два народа, Вилењака и Људи, и замолио за опроштај и помоћ у рату против Моргота. Његова молба је била услишена.
Пре него што су кренули у рат, Валари су одлучили да Еарендилу и Елвинги дозволе да бирају да ли ће делити судбину Вилењака или Људи, будући да су потекли од те две расе. Еарендил је допустио својој жени да изабере, и она се одлучила за бесмртни живот Вилењака, због своје баке Лутијене. Еарендил је, због ње, изабрао исто, мада је његово срце било више уз Људе. Након тога, Валари су посветили његов брод Вингилот. Еарендил се укрцао на њега, са драгуљем Силмарилом причвршћеним за чело. Брод је послат кроз врата ноћи у небеске океане. Од тада се Еарендил могао видети са земље у облику звезде, чији је сјај настајао од Силмарила. Пловио је далеко изван граница света, чак и у ништавила без звезда. Елвинга га је у облику птице дочекивала када се увече враћао и прибижавао земљи. Еарендилова звезда је названа Гил-Естел, Звезда Узвишене Наде.
Приликом Рата Бесних, који се водио између Валара и Моргота, Еарендил је у свом небеском броду предводио напад Орлова на непријатељеве змајеве. Убио је Анкалагона, њиховог вођу, који је пао и разрушио куле Тангородрима.

## Породично стабло
| Финве     |        |        |        |          |          |          |          |          |          |       |       |       |       |  |  |        |        |         |         |         |         |          |          |          |          |          |          |          |          |          |          |       |       |       |       |  |  |
|           |        |        |        |          |          |          |          |          |          |       |       |       |       |  |  |        |        |         |         |         |         |          |          |          |          |          |          |          |          |          |          |       |       |       |       |  |  |
| Финголфин |        |        |        |          |          |          |          |          |          |       |       |       |       |  |  |        |        |         |         |         |         |          |          |          |          |          |          |          |          |          |          |       |       |       |       |  |  |
|           |        |        |        |          |          |          |          |          |          |       |       |       |       |  |  |        |        | Тингол  | Тингол  | Тингол  | Тингол  | Тингол   | Тингол   |          |          | Мелијана | Мелијана | Мелијана | Мелијана | Мелијана | Мелијана |       |       |       |       |  |  |
|           |        |        |        |          |          |          |          |          |          |       |       |       |       |  |  |        |        | Тингол  | Тингол  | Тингол  | Тингол  | Тингол   | Тингол   |          |          | Мелијана | Мелијана | Мелијана | Мелијана | Мелијана | Мелијана |       |       |       |       |  |  |
| Тургон    |        |        |        |          |          |          |          |          |          |       |       |       |       |  |  |        |        |         |         |         |         |          |          |          |          |          |          |          |          |          |          |       |       |       |       |  |  |
|           |        |        |        |          |          |          |          |          |          |       |       |       |       |  |  |        |        |         |         |         |         | Лутијена | Лутијена | Лутијена | Лутијена | Лутијена | Лутијена |          |          | Берен    | Берен    | Берен | Берен | Берен | Берен |  |  |
|           |        |        |        |          |          |          |          |          |          |       |       |       |       |  |  |        |        |         |         |         |         | Лутијена | Лутијена | Лутијена | Лутијена | Лутијена | Лутијена |          |          | Берен    | Берен    | Берен | Берен | Берен | Берен |  |  |
| Идрила    | Идрила | Идрила | Идрила | Идрила   | Идрила   |          |          | Туор     | Туор     | Туор  | Туор  | Туор  | Туор  |  |  |        |        |         |         |         |         |          |          |          |          |          |          |          |          |          |          |       |       |       |       |  |  |
| Идрила    | Идрила | Идрила | Идрила | Идрила   | Идрила   |          |          | Туор     | Туор     | Туор  | Туор  | Туор  | Туор  |  |  |        |        |         |         |         |         |          |          |          |          |          |          |          |          |          |          |       |       |       |       |  |  |
|           |        |        |        |          |          |          |          |          |          |       |       |       |       |  |  |        |        | Нимлота | Нимлота | Нимлота | Нимлота | Нимлота  | Нимлота  |          |          | Диор     | Диор     | Диор     | Диор     | Диор     | Диор     |       |       |       |       |  |  |
|           |        |        |        |          |          |          |          |          |          |       |       |       |       |  |  |        |        | Нимлота | Нимлота | Нимлота | Нимлота | Нимлота  | Нимлота  |          |          | Диор     | Диор     | Диор     | Диор     | Диор     | Диор     |       |       |       |       |  |  |
|           |        |        |        |          |          |          |          |          |          |       |       |       |       |  |  |        |        |         |         |         |         |          |          |          |          |          |          |          |          |          |          |       |       |       |       |  |  |
|           |        |        |        | Еарендил | Еарендил | Еарендил | Еарендил | Еарендил | Еарендил |       |       |       |       |  |  |        |        |         |         |         |         | Елвинга  | Елвинга  | Елвинга  | Елвинга  | Елвинга  | Елвинга  |          |          |          |          |       |       |       |       |  |  |
|           |        |        |        | Еарендил | Еарендил | Еарендил | Еарендил | Еарендил | Еарендил |       |       |       |       |  |  |        |        |         |         |         |         | Елвинга  | Елвинга  | Елвинга  | Елвинга  | Елвинга  | Елвинга  |          |          |          |          |       |       |       |       |  |  |
|           |        |        |        |          |          |          |          |          |          |       |       |       |       |  |  |        |        |         |         |         |         |          |          |          |          |          |          |          |          |          |          |       |       |       |       |  |  |
|           |        |        |        |          |          |          |          |          |          |       |       |       |       |  |  |        |        |         |         |         |         |          |          |          |          |          |          |          |          |          |          |       |       |       |       |  |  |
|           |        |        |        |          |          |          |          |          |          |       |       |       |       |  |  |        |        |         |         |         |         |          |          |          |          |          |          |          |          |          |          |       |       |       |       |  |  |
|           |        |        |        |          |          |          |          | Елрос    | Елрос    | Елрос | Елрос | Елрос | Елрос |  |  | Елронд | Елронд | Елронд  | Елронд  | Елронд  | Елронд  |          |          |          |          |          |          |          |          |          |          |       |       |       |       |  |  |

## Појављивања у другим књигама
Еарендил се у неколико напомена појављује у збирци Толкинових есеја, „Незавршеним причама“.
Неколико пута је, као предак људи Нуменора, поменут у „Акалабету“, који је такође укуључен у „Силмарилион“.
У роману „Дружина прстена“, првој књизи трилогије „Господар прстенова“, Еарендил је споменут неколико пута. Први пут га помиње Арагорн, приповедајући Фроду причу о Берену и Лутијени. Касније у Ривендалу о његовим подвизима певају Вилењаци. Затим га спомиње и његов син, Елронд, објашњавајући своје порекло. Фродо види звезду Еарендила у Лоријену, а боца које му даје Галадријела испуњена је светлошћу исте.
Еарендил је споменут и у збирци „Историја Средње земље“, која је објављена после Толкинове смрти, и која даје целокупну историју његовог универзума.

## Порекло и стварање[2]
Толкин је на име Еарендил наишао читајући поеме англосаксонског песника Киневулфа. Два стиха која је прочитао оставила су на њега посебан утисак:
| „ | Eala Earendel engla beorhtast ofer middangeard monnum sended. | ” |

У преводу: 
| „ | Здраво да си Еарендиле најблиставији од анђела над средњим светом послат међ људе. | ” |

Реч „еаrendel“ у преводу са англосаксонског језика значи „блистава светлост, зрака“. Међутим, Толкин је то у овим стиховима протумачио као атрибут Јована Крститеља, али је веровао и да је то име за звезду Даницу. Године 1914. је, инспирисан Киневулфовим стиховима, написао песму у којој је створио лик морнара Еарендила. На почетку се само спомиње његово путовање са земље у небеса (каснији мотив претварања у звезду). Толкин је до тада већ разрадио свој вилењачки језик и одлучио је да прошири песму тако што би Еарендила послао на пут по свету у ком живе Вилењаци који њиме причају. То је био зачетак читаве његове митологије. Може се рећи да је Еарендил први лик који је Толкин измислио у своме легендаријуму.

## Етимологија
Иако реч „еаrendel“ постоји у англосаксонском језику, Толкин је и у свом измишљеном квенијском језику дао значење тој именици. По њему, Еарендил се састоји из речи „ear“, море, и наставка „ndil“ који значи „одансот, несебична љубав“. Према томе, буквалан превод Еарендиловог имена био би „Онај Који Воли Море“.